# Campanilla
Campanilla är en ort i Mexiko.   Den ligger i kommunen Copala och delstaten Guerrero, i den södra delen av landet, 300 km söder om huvudstaden Mexico City. Campanilla ligger 33 meter över havet och antalet invånare är 121.
Terrängen runt Campanilla är platt, och sluttar söderut. Runt Campanilla är det ganska tätbefolkat, med 54 invånare per kvadratkilometer. Närmaste större samhälle är Copala, 8,1 km väster om Campanilla. Omgivningarna runt Campanilla är en mosaik av jordbruksmark och naturlig växtlighet.